# Victor Gore
Victor Dima (n. 17 martie 1931 București, d. 27 februarie 2008 București) mai bine cunoscut ca Victor Gore, a fost un cunoscut acordeonist și lăutar virtuoz din România.

## Biografie
S-a născut la data de 17 martie 1931 în București, fiind fiul violonistului Gore Ionescu. 
În 1937 se mută la Târgoviște cu familia. 
Din 1941 începe să învețe să cânte la acordeon. 
Din 1945 începe să cânte ca acordeonist în taraful tatălui său, la nunțile de argintari de la marginea orașului Târgoviște. 
În 1949 se întoarce la București, în cartierul Floreasca. Până în 1955 cântă la diferite nunți de români și țigani; uneori deschide chiar pentru Maria Tănase sau Maria Lătărețu. În a doua jumătate a anilor `50 formează „Taraful Fraților Gore” împreuna cu fratele său, Aurel Gore. 
În 1959 imprimă primul său disc la Electrecord, cu melodia „Hora lui Victor Gore. 
În 1961 este angajat la Teatrul Armatei, unde colaborează, în trupa de dansuri țigănești, cu coregraful Gigi Baciu. 
În 1966 cântă cu Gil Dobrică într-un concert pe Stadionul 23 August. În perioada 1967 - 1969 cântă ca acordeonist secund în Ansamblul „Ciocârlia”. 
În 1971 cântă alături de fratele său la deschiderea hotelului Intercontinental, printre invitați numărându-se și violonistul Ion Voicu. 
În perioada 1972 - 1975 cântă la Ansamblul Poștei Române. 
În 1993 reprezintă România la un festival de folclor de la Paris, împreună cu Ansamblul „Alunelul” condus în aceea perioadă de Ion Albeșteanu. 
În 2005 cântă pentru ultima dată la o petrecere privată din Galați.

## Decesul
Moare la data de 27 februarie 2008 la București.